# Ine Schäffer
Inga »Ine« Schäffer (dekliški priimek Mayer-Bojana), avstrijska atletinja, * 28. marec 1923.
Nastopila je na poletnih olimpijskih igrah leta 1948, kjer je osvojila bronasto medaljo v suvanju krogle. 